# 하라 베레자이티

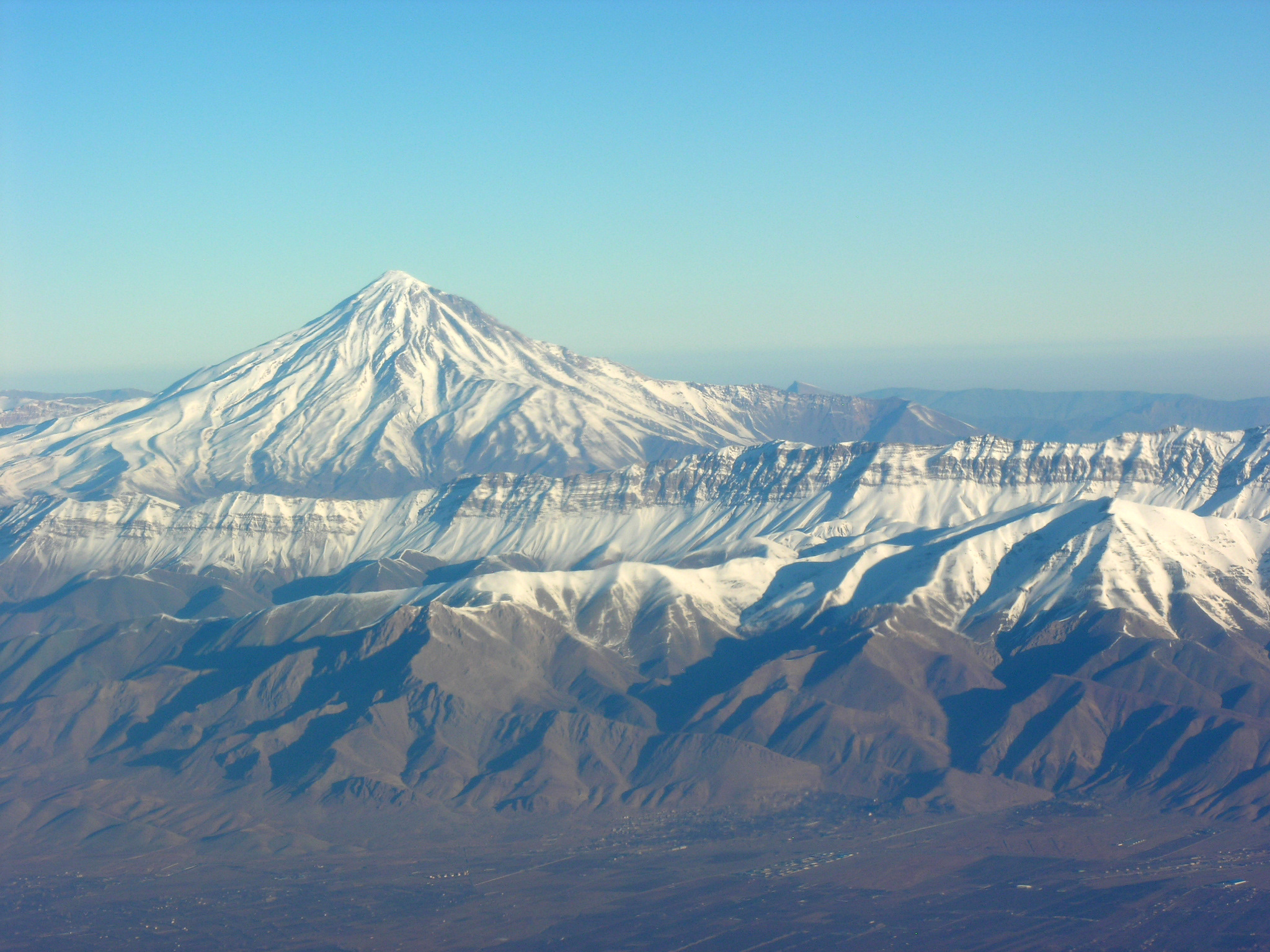
엘부르즈산맥 다마반드산 ; Alborz 라는 이름은 Hara Berezaiti 에서 파생된 것으로 여겨진다.

하라 베라자이티(아베스타어: 𐬵𐬀𐬭𐬁⸱𐬠𐬆𐬭𐬆𐬰𐬀𐬌𐬙𐬍 : 𐬵𐬀𐬭𐬁⸱𐬠𐬆𐬭𐬆𐬰𐬀𐬌𐬙𐬍 , 직역 'High Watchpost'
), 아베스타어로 별과 행성이 회전하는 전설의 산이다.
이란의 전설에서 영웅 파리둔이 아지 다하카를 묶은 장소이기도 하다.

## 같이 보기
- 수미산